# جسر ريو غراندي جورج
جسر ريو غراندي جورج (بالإنجليزية: Rio Grande Gorge Bridge)‏ المعروف محليًا باسم «جسر الممر» و«الجسر العالي»، هو جسر على شكل قوس صلب فوق سطح نهر ريو غراندي جورج على بعد 10 أميال (16 كم) شمال غرب تاوس، نيو مكسيكو، الولايات المتحدة. على ارتفاع 565 قدم (172 متر) فوق ريو غراندي، وهو سابع أعلى جسر في الولايات المتحدة و82 أعلى جسر في العالم.

## معرض صور

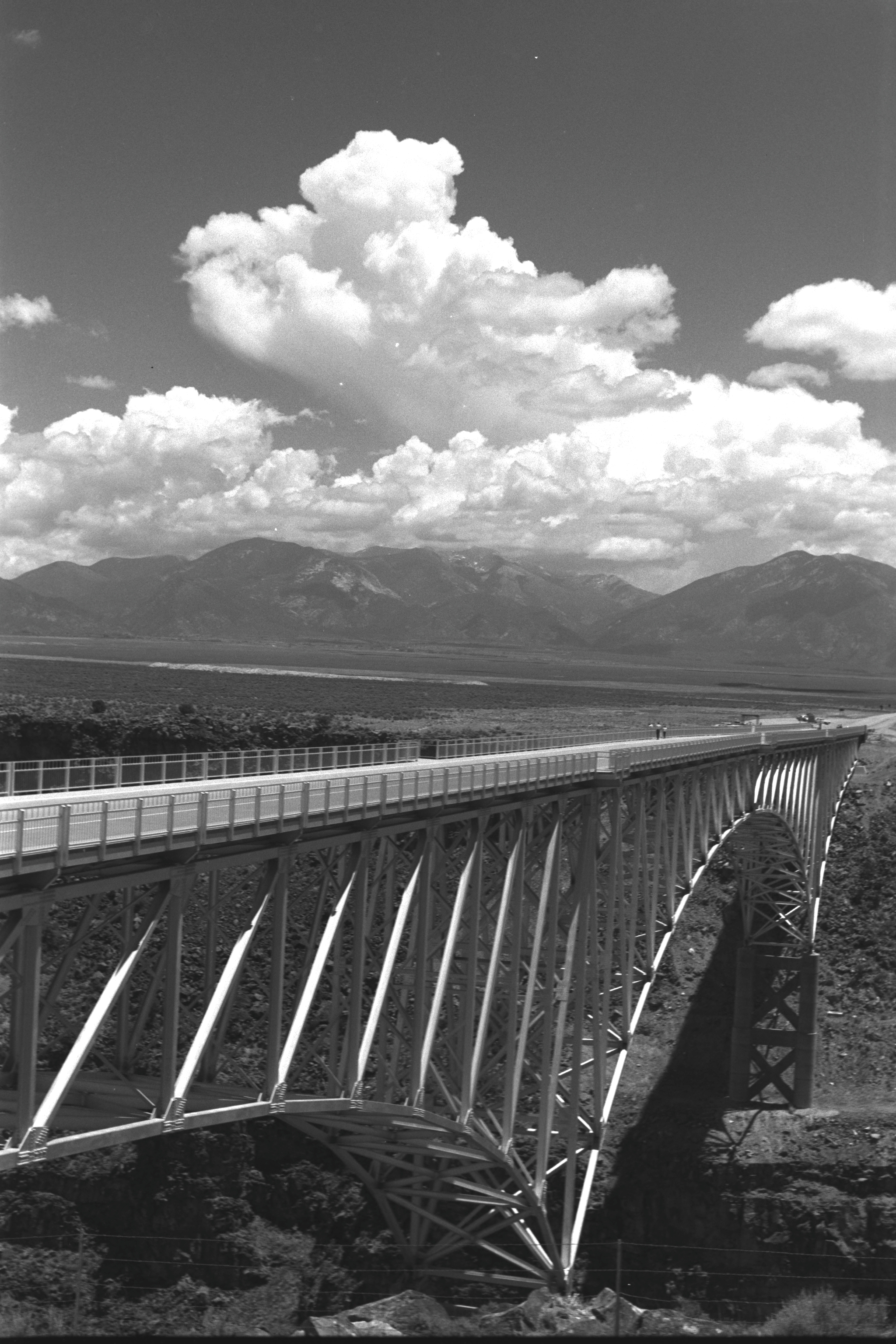
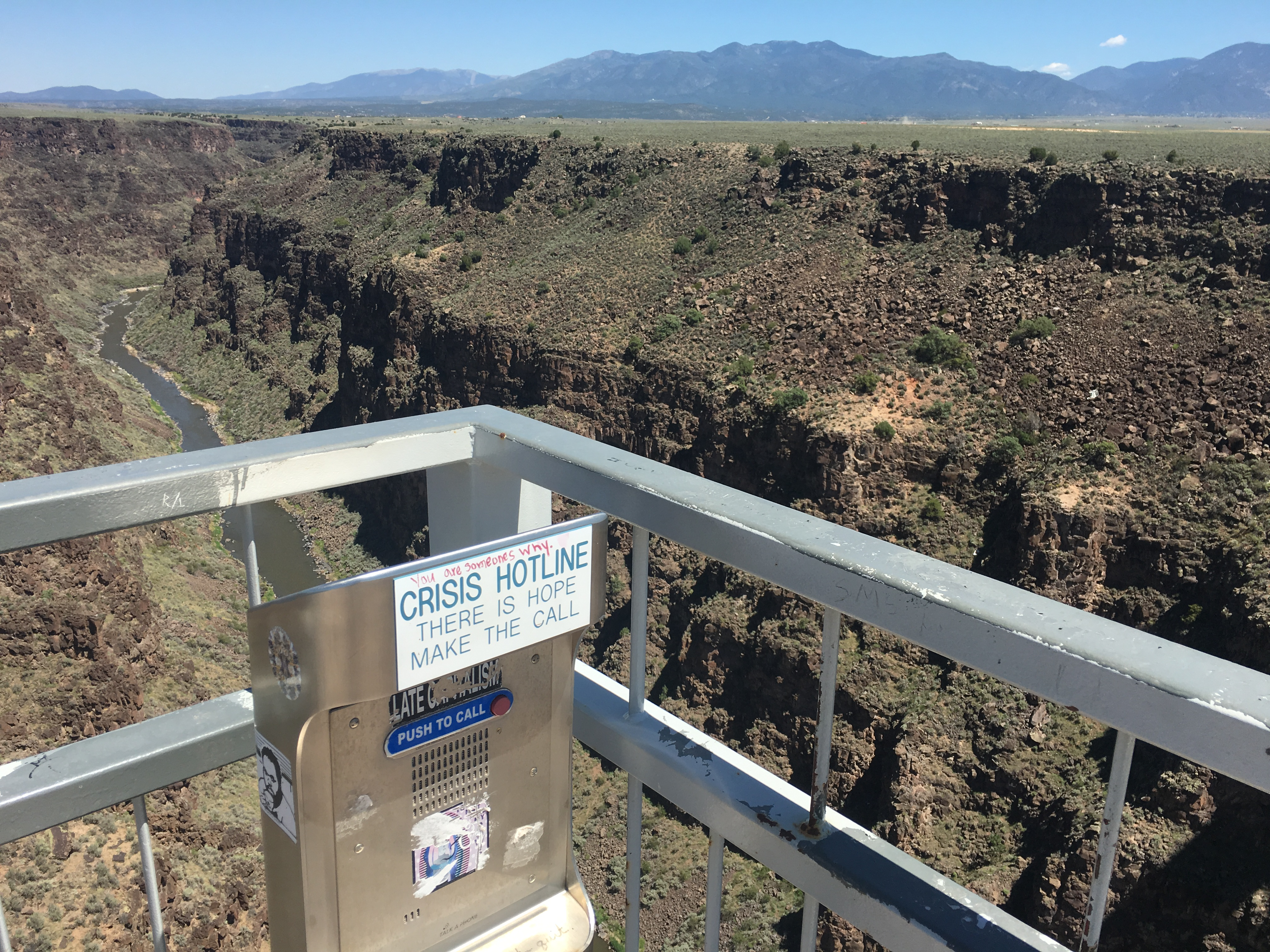
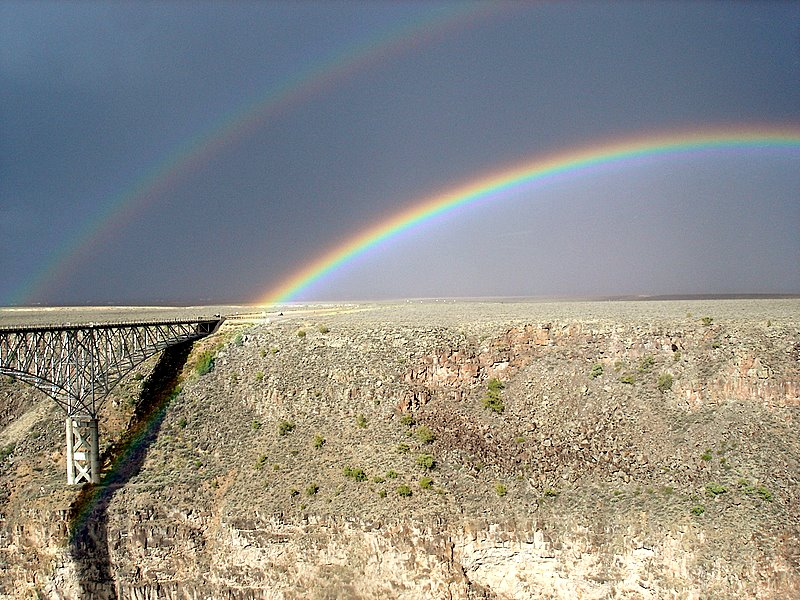
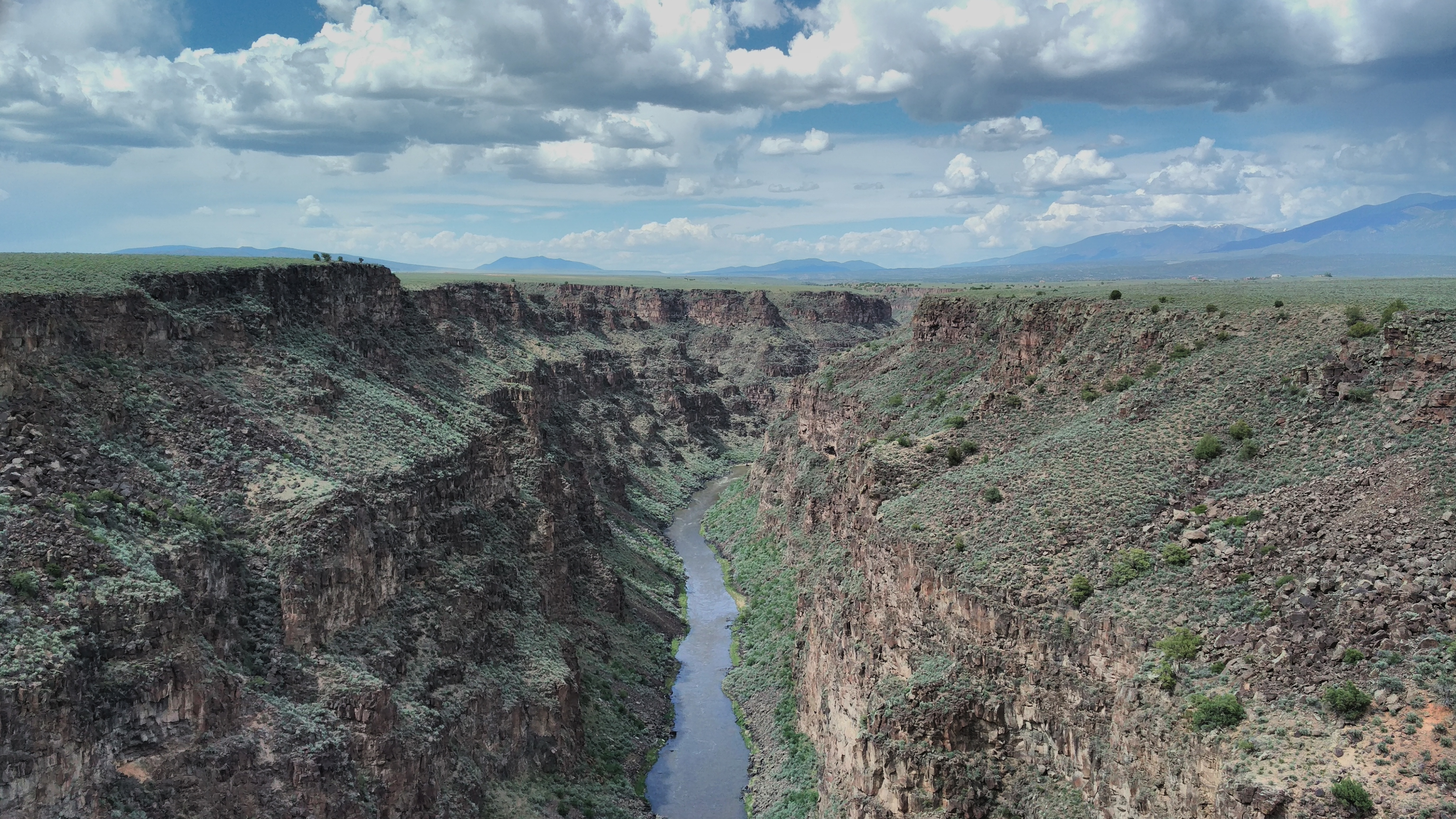
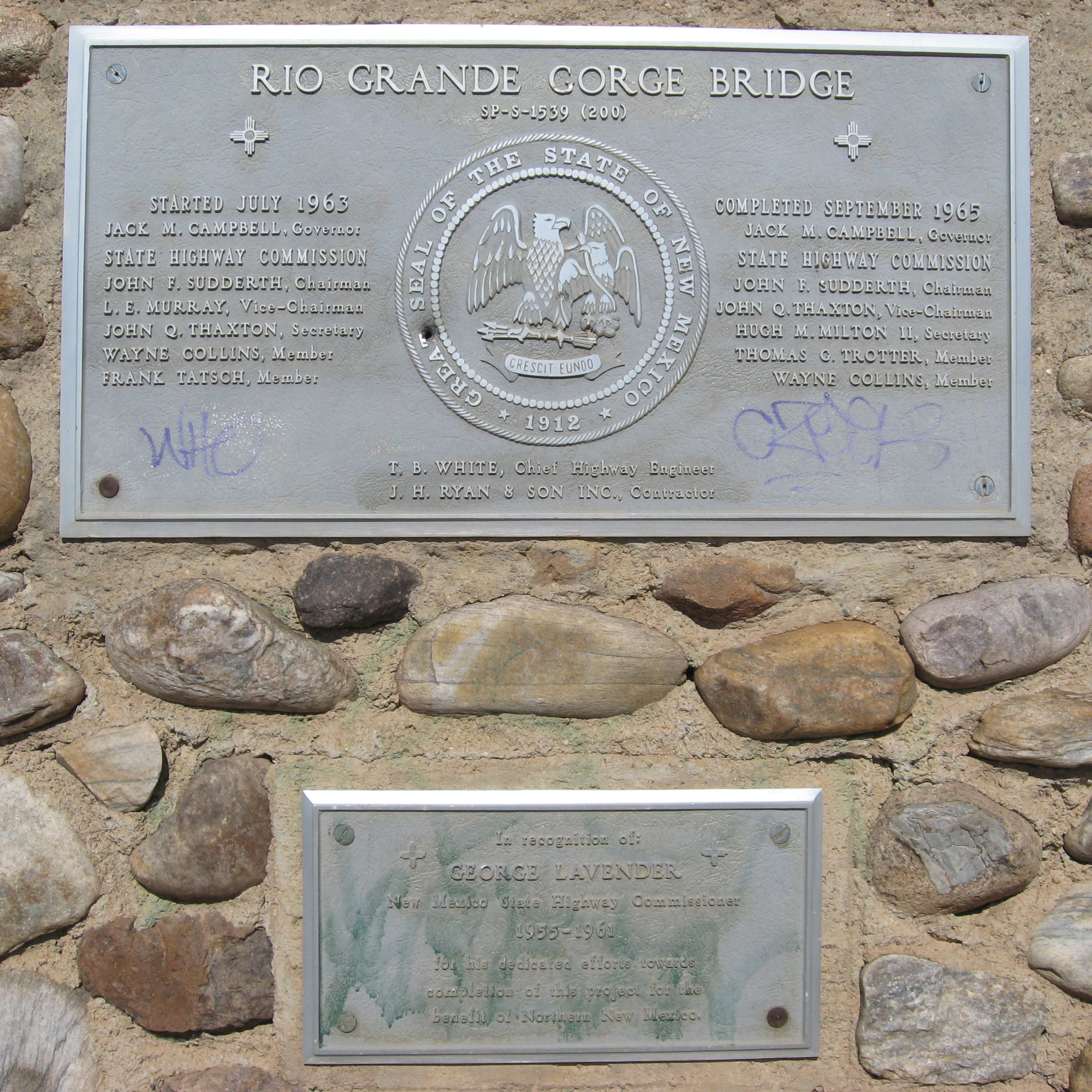